# Дългият Ян
„Дългият Ян“ (на шведски: Långe Jan) е морски фар, разположен край най-южната част на шведския остров Йоланд.
Фарът функционира от 1 ноември 1785 година, след строеж продължил почти 2 години. В този първоначален вариант „Дългият Ян“ е бил висок около 36 m, с диаметър 12 m и 197 стъпала до върха. По-късно фарът е преустроен. Със своите 41,6 m представлява най-високият морски фар на Швеция.
Първоначалното име на фара е било Южният край на Йоланд (на шведски: Ölands södra udde). Името „Дългият Ян“ фарът получава от бившия средновековен параклис „Свети Юанес“ (на шведски: S:t Johannes), което се съкращава разговорно до Ян (на шведски: Jan). Параклисът е разрушен след Реформацията и камъните са използвани за направата на морския фар. Каменен кръст, западно от пътя между „Дългият Ян“ и Отенбю, маркира мястото на някогашния параклис.

## История
През 1667 година в Швеция е приет нов закон, които постановява задължително построяване и поддържане на морски фарове на местата, където корабоплаването е опасно. В кралски декрет от 1671 година се предвижда построяване на маяк на южния край на остров Йоланд. По онова време в цяла Швеция има изградени само 6 морски фара. Разноските по построяването на навигационно съоръжение на това място са големи за времето и в резултат там се появява отворен сигнален огън, захранван от въглища. Върху карта, датираща от 1677 година, в южната част на Йоланд е маркиран подобен тип сигнален огън.
Местното население по онова време е разчитало на изхвърлените на брега стоки и предмети след корабокрушение. Това е било позволено от закона средство за снабдяване с вещи и източник на приходи. Поради тази причина съпротивата за изграждане на морски фарове на Йоланд е била изключително силна на местно ниво.
След множество корабокрушения и последвалите писма и доклади нуждата от морски фар става все по-очевидна. През 1759 година шведският крал одобрява скици за нов фар в южната част на Йоланд, но липсата на пари отлага проекта.
След 25 години, през 1784 година, започва строежът на морски фар на това място. Проектът е започнат благодарение на Адолф фон Роксендорф, който урежда държавна субсидия за построяването. Строежът приключва през ноември 1785 година, когато морският фар „Дългият Ян“ е официално открит.
Конструкцията на фара включва 2 колони – вътрешна и външна. Сервизните помещения са разположени в пространството между колоните около спираловидно стълбище, направено от масивно дърво. Над входната врата стои каменна табела с надпис „Густав III 1785“ (на шведски: Gustaf III 1785).
Оригиналната конструкция на фара е била захранвана от каменни въглища, складирани на 3 етажа в основната част. Светещата част е била отворен сигнален огън, а тялото не е било боядисано. Съвременната система на фенера и оптичната система датира от 1907 година. През 1845 година е боядисан в бяло, а по някое време в края на 19 век се сдобива и с тъмния пръстен, първоначално боядисан в червено, по-късно в черно. През 1948 година „Дългият Ян“ е електрифициран, след което е напълно автоматизиран и не изисква постоянен персонал. Видимостта от фара е около 26 морски мили. Към фара „Дългият Ян“ има функциониращ музей, посветен на историята на фаровете в Швеция.

## Съвременен статус
Фарът е отворен за посещение през лятото. Той е честа дестинация за наблюдения над птици, организирани от местни и международни орнитологични дружества. Към фара има и функциониращ ресторант.